# József Szabó (Fußballspieler, 1940)
József Szabó [ˈjoːʒɛf ˈsɒboː] (ukrainisch Йожеф Йожефович Сабо/Joschef Joschefowytsch Sabo, russisch Йожеф Йожефович Сабо/Joschef Joschefowitsch Sabo; * 29. Februar 1940 in Ungvár/Uschhorod, Karpatenukraine, Ungarn) ist ein ehemaliger sowjetischer Fußballspieler und ungarisch-ukrainischer -trainer.
Szabó wird zu den besten sowjetischen Mittelfeldspielern gezählt, er gewann mit seinem Stammverein Dynamo Kiew in den 1960er Jahren vier sowjetische Meisterschaften und mit der sowjetischen Nationalmannschaft die Bronzemedaille beim Fußballturnier der Olympischen Sommerspiele 1972. Seit dem Ende der UdSSR war Szabó mehrmals Trainer von Dynamo Kiew und der ukrainischen Fußballnationalmannschaft, trat aber Anfang November 2007 von seinem letzten Engagement als Trainer Dynamos wegen seiner angegriffenen Gesundheit zurück.

## Spieler
Szabó begann seine Laufbahn als Spieler 1957 beim unterklassigen Verein „Chimik Kalusch“, wechselte aber noch in seinem Debütjahr zum immerhin zweitklassigen Club Spartak aus seiner Heimatstadt, bevor er 1959 zu Dynamo Kiew wechselte. Er gewann mit Kiew in zehn Jahren viermal die Meisterschaft und zweimal den Pokal der UdSSR. 1970 spielte er für ein Jahr bei Sorja Woroschylowhrad, bevor er 1971/72 seine aktive Zeit bei Dynamo Moskau ausklingen ließ; in seinem letzten Jahr konnte er Dynamo Moskau als Spielführer ins Endspiel des Pokals der Pokalsieger führen, das aber knapp verloren ging.
Szabó spielte 40-mal für die Auswahl der UdSSR sowie neunmal für die Olympiaauswahl des Landes, dabei gelangen ihm insgesamt neun Tore. Während der Weltmeisterschaft 1962 in Chile stand er im Kader, blieb aber ohne Einsatz, bei der WM 1966 wurde er als Stammspieler mit der Mannschaft Vierter, bei den Olympischen Spielen 1972 gewann er eine Bronzemedaille.

## Trainer
Nach seiner aktiven Laufbahn begann er in den 1970er Jahren eine Laufbahn als Trainer. 1977 trainiert er kurzzeitig den Erstligisten Sorja Woroschylowhrad, im Jahr darauf den Drittligisten SKA Kiew, übernahm aber im selben Jahr noch den Erstligisten Dnipro Dnipropetrowsk, dessen Abstieg er aber nicht mehr verhindern konnte und der ihn, als er auch in der zweiten Liga in Abstiegsgefahr geriet, entließ. Daraufhin unterbrach Szabó seine Trainerkarriere bis zum Untergang der UdSSR. 1993 wurde er Trainer von Dynamo Kiew, was er mit kurzen Unterbrechungen bis 1997 blieb. Unter Szabós Leitung wurde der Klub in jedem Jahr ukrainischer Meister. Daneben war er 1994 und ab 1996 Trainer der ukrainischen Nationalmannschaft, da sie mit ihm aber in den Qualifikationsplayoffs sowohl zur WM 1998 als auch zur Euro 2000 scheiterte, entließ der ukrainische Verband ihn 1999. Gleichzeitig war er schon Vizepräsident von Dynamo Kiew geworden und übernahm auch das Traineramt noch mehrmals: so 2004/05 und im Herbst 2007. Bei letzterer Gelegenheit trat er aber nach nur acht Wochen als Trainer wegen erheblicher gesundheitlicher Probleme zurück.